# Söderbådan, Hangö
Söderbådan är klippor i Finland.   De ligger i kommunen Hangö i landskapet Nyland, i den södra delen av landet, 130 km väster om huvudstaden Helsingfors.
Terrängen runt Söderbådan är mycket platt.  Närmaste större samhälle är Hangö, 14,3 km nordost om Söderbådan. 